# Умереть в Италбаре
«Умереть в Италбаре» (англ. To Die in Italbar) — роман американского писателя Роджера Желязны, вышедший в 1973 году.
Роман входит в небольшой цикл произведений Роджера Желязны, в которых участвует персонаж Фрэнк Сандоу (англ. Francis Sandow).
Несмотря на то, что роман был номинирован на престижную премию журнала «Локус» 1974 года, сам Желязны очень критично относился к этому произведению, называя его худшим своим романом:

Если бы я мог уничтожить одну из своих книг, это была бы «Умереть в Италбаре». Я написал её в спешке, чтобы получить немного денег, когда бросил работу…
Оригинальный текст (англ.)If I could kill off one book it would be To Die in Italbar. I wrote that in a hurry to make some money after I quit my job.

## Сюжет
В отличие от романа «Остров мёртвых», где Фрэнк Сандоу является главным героем, в сюжете «Умереть в Италбаре» Фрэнку отведена второстепенная роль. Основу романа составляет история доктора Хейделя фон Хаймека, превратившегося из могущественного целителя в распространителя смертельных заболеваний, которые могут привести к галактической пандемии.